# Kanal 12
Kanal 12 var en lokal TV-kanal som sände utan kryptering över Värmlandsområdet. TV Karlstad var föregångaren till Kanal 12. Medan TV Karlstad endast sände i kabel-tv näten i Karlstads kommun, Hammarö kommun och Kils kommun hade Kanal 12 ett sändningsområde över hela Värmland.
I april 2010 började Bengt Alsterlind på Kanal 12.
Den 9 november 2012 blev kanalen nedlagd i samband med konkurs.